# Rue de la Cible (Région de Bruxelles-Capitale)
Pour les articles homonymes, voir Rue de la Cible.
La rue de la Cible (en néerlandais : Schietschijfstraat) est une rue bruxelloise qui commence à la commune de Saint-Josse-ten-Noode rue Joseph Dekeyn et qui se termine à la commune de Schaerbeek rue Thomas Vinçotte en passant par le square Félix Delhaye, la rue Wauwermans, la rue Vanderhoeven et la rue Eeckelaers.
Son nom rappelle que non loin de là, place Dailly, se trouvait le premier Tir national construit en 1859, qui s'appelait à l'origine les Cibles nationales.

## Adresses notables
à Saint-Josse-ten-Noode :

- no 3 : Magicspoon
- no 5 : Polyclinique et maison de repos (bâtiment passif)[1]

à Schaerbeek :

- no 19 : Wahf asbl
- no 62 : Théâtre Oz